# Acide undécylique
L'acide undécylique ou acide undécanoïque (nom systématique) est un acide carboxylique de formule CH3(CH2)9COOH.

## Synthèse
L'acide undécanoïque peut être obtenu par hydrogénation de l'acide undécylénique qui est lui obtenu par pyrolyse de l'acide ricinoléique.

## Utilisation
Les esters de méthyle et d'éthyle de l'acide undécanoïque sont utilisés en parfumerie.